# Ben Folds Five (album)
Ben Folds Five è l'omonimo album di debutto dei Ben Folds Five, uscito l'8 agosto del 1995. Il disco, inizialmente pubblicato per la piccola etichetta Passenger Records è un eterogeneo insieme di ritmati rock and roll pianistici alla Jerry Lee Lewis, come Philosophy o Underground e di intense ballate al piano come Video e Boxing  che ricordano Elton John e Todd Rudgren.

## Tracce
1. Jackson Cannery – 3:23
2. Philosophy – 4:36
3. Julianne – 2:30
4. Where's Summer B? (Ben Folds/Darren Jessee) – 4:07
5. Alice Childress (Ben Folds/Anna Goodman) – 4:34
6. Underground – 4:11
7. Sports & Wine – 2:58
8. Uncle Walter – 3:51
9. Best Imitation of Myself – 2:38
10. Video – 4:07
11. The Last Polka (Ben Folds/Anna Goodman) – 4:34
12. Boxing – 4:45

Musica e testi di Ben Folds, eccetto dove indicato.

## Formazione
- Ben Folds – piano
- Ted Ehrhard – violino, viola
- Chris Eubank – violoncello
- Darren Jessee – batteria
- Robert Sledge – basso